# Párkányi csata
Párkányi csata néven ismert az az ütközet, amely 1683. október 7–9. között zajlott le Párkánynál.

## Előzmények
1683-ban a bécsi udvar nem számított hadi tevékenységre, a törökök januárban mégis hadat indítottak Bécs meghódítására. A nádor március 18-án köriratban hívta hadba a vármegyék nemeseit. Májusban Sempténél szemlélték meg az összegyűlt hadakat és ekkor az 58 lovas és 34 gyalog századból állt, közte a főurak, Nyitra vármegye és az esztergomi érsek (3 esquadron) csapataival. Június 5-én a császáriak Érsekújvárt vonták ostrom alá, de csakhamar felhagytak vele. Július elején azonban a császári hadak kivonultak a Dunántúlról, s hasonlóan tettek a Felvidéken is a Vág vonaláról az örökös tartományokba vonultak vissza. Ezért júliusban a nemesi hadi tábor feloszlott, s szinte mindenki kénytelen volt hűséget esküdni a töröknek, illetve Thökölynek. Ez sok esetben nem jelentett túl nagy lelki megrázkódtatást, hiszen a Habsburg-ellenesség ekkor elég erős volt, például a Rábaköz védelme részben ezen bukott el. Az utána következő tatárdúlásban viszont nem volt köszönet. Az itt táborozó erdélyi csapatok számadásából, és a később bekvártélyozott császári zsoldosok ellátásának hiányaiból is jól látszik, hogy a Rábaköz ekkor szinte elnéptelenedett. Augusztus 22-i utasítások szerint a törökök Esztergom megerősítését is tervezték, ez azonban az őszi események fényében már valószínűleg nem történtek meg maradéktalanul.
1683. szeptember 12-én a szövetséges Habsburg–lengyel felmentő hadsereg azonban szétverte a Bécset ostromló törököket. Thököly Imre hadai ezért hátrálni kezdtek, de komoly harcba ekkor sem bocsátkoztak.

## A csata leírása
Bécs felmentéséből bontakozott ki az a támadó hadjárat, amely többek között Esztergomot is felmentette a török uralom alól. Míg a bécsi udvar békét akart kötni a törökkel, Sobieski János lengyel király a török után indult Érsekújvár és Esztergom felmentésére. A lengyel seregben lipek hadak is eredményesen harcoltak. A hírre Kara Musztafa összeszedte a seregét és megerősítette e városok őrségét.
Október 7-én Párkánynál erős török csapatok támadták meg a királyi sereget messze megelőző Sobieskit. Kétezer lengyel katona elesett. Másnap érkezett meg Lotaringiai Károly herceg serege. Így az egyesített felmentő sereg 28 000 katonából állt. A török erők hajóhídon megkezdték a visszavonulást a Duna esztergomi oldalára. Erre a szövetséges vezérkar szétlövette a hajóhidat, majd elfoglalták Párkány erődjét. Mintegy 8000 török a csatatéren maradt, vagy a Dunába veszett.

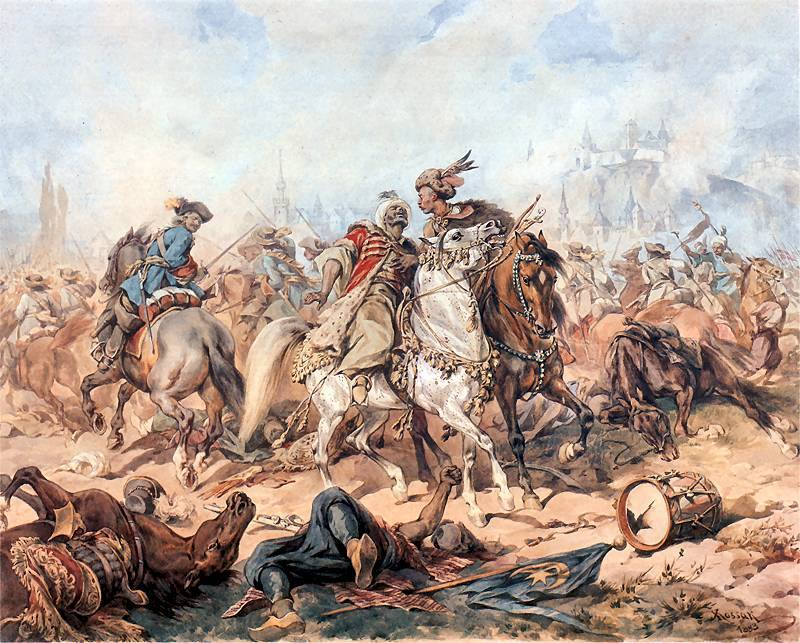
A párkányi csata Juliusz Kossak 1883-as festményén

A győzelem lendületében a seregek ostrom alá vették Esztergomot. A vár parancsnoka, Ibrahim pasa rövid alku után feladta a várat, és 1683. október 28-ával Esztergom 140 éves török megszállása véget ért.
Az esztergomi érsek bandériumai részt vettek a harcok sűrűjében, amit a nemespanni elesettek névsora is bizonyít, így egyértelműen megerősíthető a magyar csapatok részvétele Esztergom török alóli végleges felszabadításában. A Komárom vármegyei felkelőkre ugyan van a szakirodalomban adat, de ez ellenőrizendő. Győr vármegye nemessége a nádori felszólításra a pusztulás ellenére körülbelül 100 felkelőt újra ki tudott állítani októberben, részvételük a csatában azonban kétséges.

## Következmények
Esztergom a csata után a Habsburg Birodalomhoz tartozott. A csata alatt megsemmisült az esztergomi Duna-híd, ezért ezután kompok jártak a két part között.
Egyes történészek fontosabbnak tartják ezt a győzelmet, mint az ezt megelőző bécsi diadalt. A Magyarország északi részeit megszálló török csapatok visszavonhatatlanul vereséget szenvedtek. Gyakorlatilag lemészárolták a több tízezres török sereget, és az út Magyarország felé nyitva állt. Az alatt a néhány hónap alatt, amíg a török sereg teljesen meg volt semmisítve, Ausztria ellenállása miatt nem sikerült a szövetséges hadak egyesítése, mellyel felszabadíthatták volna Magyarországot.
A lengyel csapatok a csata után hazatértek, de a még Thököly uralma alatt álló területen természetesen ellenséges fogadtatásban részesültek.

## Hatása a művészetekben

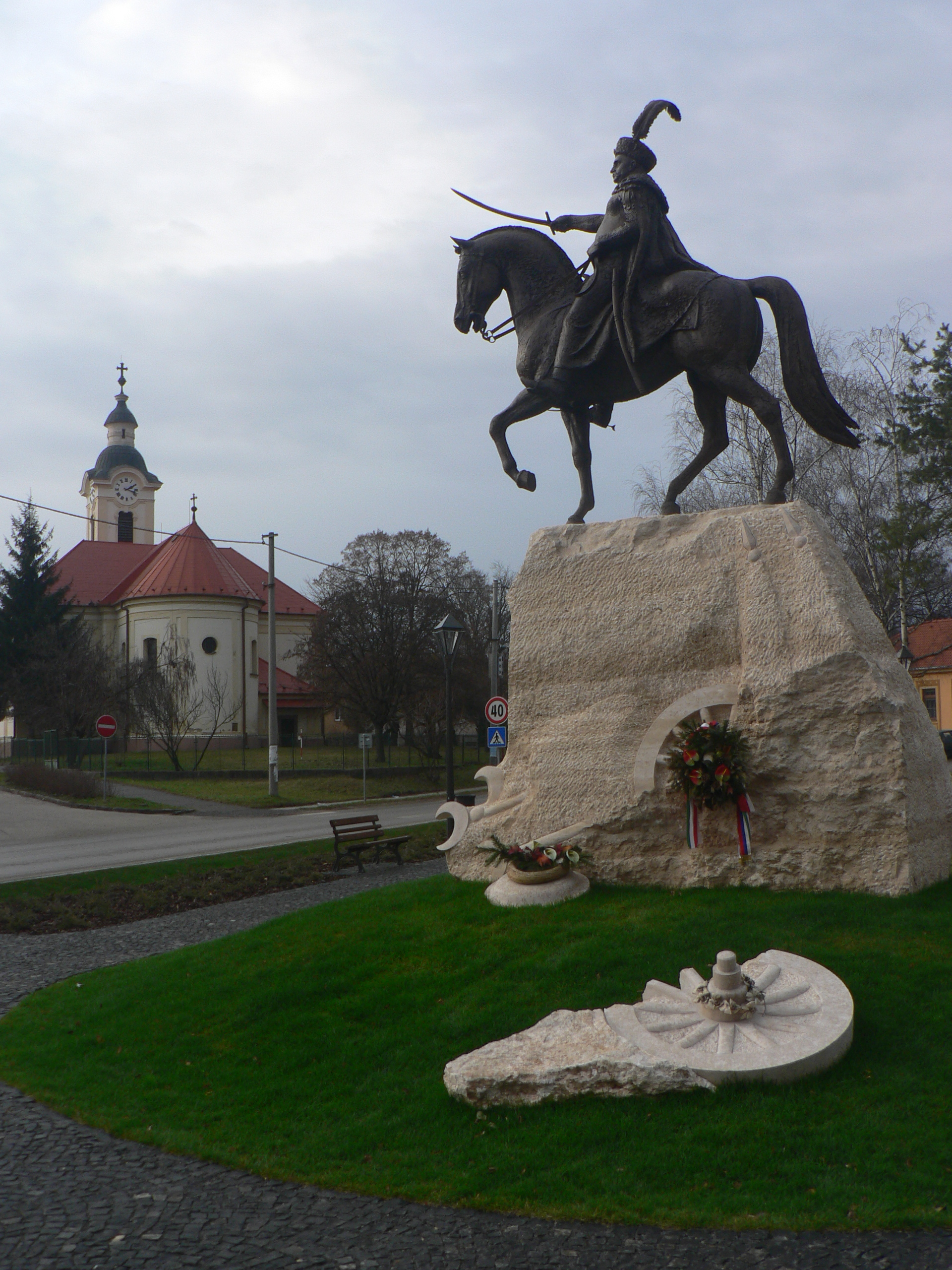
Sobieski János lengyel király szobra a párkányi csata 325. évfordulóján (Alkotók: Győrfi Lajos, Varga Imre, Bácsi Lajos)

A párkányi csatát többen ábrázolták metszeten vagy festményen, többek között Justus van den Nijpoort (c1625-c1692), Martino Altomonte (1657-1745), Pierre-Denis Martin (1663–1742), Franz Joachim Beich (1666-1748; Esztergom ostroma), Juliusz Kossak (1824-1899). Készült róla gobelin Charles Herbel festői stílusában, illetve dombormű Varsó-Wilanówban. Esztergomban 1933-ban állították a felszabadulás 250. évfordulójára az ún. Sobieski emlékművet (Körmendi-Frim Jenő), míg Párkányban 2008-ban állítottak a csata 325. évfordulójára Sobieski lovasszobrot (Győrfi Lajos). A csata szerepel az Ezeréves Lengyel Lovasság Emlékművén (1994, Mieczysław Naruszewicz, Marek Moderau) is Varsóban.

### Irodalmi alkotásokban
- František Volf 1936: Víťazný pochod. In: Devín IV - Vlastivedné čítanie o Bratislave a o jej susedných okresoch